# 凛冬之棺
《凛冬之棺》，是孙沁文创作的推理小說，于2018年由新星出版社出版。

## 故事概要
小说主要讲述了一个发生在上海的大家族里的连环杀人案件，其中包含三桩“不可能犯罪”，主角在深入探究后，发现了古老的“婴咒”传说。